# HD 42466
HD 42466，又名BD+51 1163，SAO 25630、HR 2188，是一颗恒星，视星等为6.04，位于銀經162.82，銀緯15.3，其B1900.0坐标为赤經6h 5m 52s，赤緯+51° 15.3′ 53″。